# Евгений (епископ Остии)
Евгений (Eugenio) — церковный деятель IX века, bishop cardinalis Остии c 878 года. Участвовал в синоде 879 года в Риме, затем был на соборе в Константинополе. После возвращения был послан в качестве папского легата к царю Болгарии Борису I.